# Communauté de communes Pays d’Evian Vallée d’Abondance
Die Communauté de communes Pays d’Evian Vallée d’Abondance ist ein französischer Gemeindeverband mit der Rechtsform einer Communauté de communes im Département Haute-Savoie in der Region Auvergne-Rhône-Alpes. Sie wurde am 1. Januar 2017 gegründet und umfasst 22 Gemeinden. Der Sitz der Verwaltung befindet sich im Ort Publier.

## Gründung
Der Gemeindeverband entstand mit Wirkung vom 1. Januar 2017 durch die Fusion der Vorgängerorganisationen
Communauté de communes du Pays d’Evian und Communauté de communes de la Vallée d’Abondance.

## Mitgliedsgemeinden
| Gemeinde                                               | Einwohner 1. Januar 2022 | Fläche km² | Dichte Einw./km² | Code INSEE | Postleitzahl |
| ------------------------------------------------------ | ------------------------ | ---------- | ---------------- | ---------- | ------------ |
| Abondance                                              | 1.536                    | 58,84      | 26               | 74001      | 74360        |
| Bernex                                                 | 1.450                    | 22,31      | 65               | 74033      | 74500        |
| Bonnevaux                                              | 282                      | 7,82       | 36               | 74041      | 74360        |
| Champanges                                             | 1.181                    | 3,71       | 318              | 74057      | 74500        |
| Châtel                                                 | 1.168                    | 32,19      | 36               | 74063      | 74390        |
| Chevenoz                                               | 701                      | 10,54      | 67               | 74073      | 74500        |
| Évian-les-Bains                                        | 9.224                    | 4,29       | 2.150            | 74119      | 74500        |
| Féternes                                               | 1.520                    | 14,31      | 106              | 74127      | 74500        |
| La Chapelle-d’Abondance                                | 873                      | 37,85      | 23               | 74058      | 74360        |
| Larringes                                              | 1.589                    | 8,07       | 197              | 74146      | 74500        |
| Lugrin                                                 | 2.536                    | 13,22      | 192              | 74154      | 74500        |
| Marin                                                  | 1.921                    | 5,57       | 345              | 74166      | 74200        |
| Maxilly-sur-Léman                                      | 1.519                    | 4,07       | 373              | 74172      | 74500        |
| Meillerie                                              | 301                      | 3,91       | 77               | 74175      | 74500        |
| Neuvecelle                                             | 3.224                    | 4,00       | 806              | 74200      | 74500        |
| Novel                                                  | 53                       | 9,75       | 5                | 74203      | 74500        |
| Publier                                                | 7.793                    | 8,92       | 874              | 74218      | 74500        |
| Saint-Gingolph                                         | 907                      | 7,33       | 124              | 74237      | 74500        |
| Saint-Paul-en-Chablais                                 | 2.598                    | 14,45      | 180              | 74249      | 74500        |
| Thollon-les-Mémises                                    | 808                      | 13,78      | 59               | 74279      | 74500        |
| Vacheresse                                             | 912                      | 31,02      | 29               | 74286      | 74360        |
| Vinzier                                                | 883                      | 6,51       | 136              | 74308      | 74500        |
| Communauté de communes Pays d’Evian Vallée d’Abondance | 42.979                   | 322,46     | 133              | –          | –            |